# حوش (العمارة)
حوش هو فناء في بعض المجمعات السكنية التقليدية في الوطن العربي. يمثل مركز الهيكل السكني.